# سنگان علیا
سنگان علیا، روستایی از توابع بخش طارم سفلی شهرستان قزوین در استان قزوین ایران است. مردم روستای سنگان علیا ترک بوده و به زبان ترکی آذربایجانی با لهجه طارمی سخن می‌گویند.این روستا به همراه روستاهای سنگان سفلی و دولجک که در مجموع سه روستا سنگان نامیده می‌شوند مهم‌ترین و بزرگ‌ترین تولیدکننده انار در استان قزوین به حساب می‌آید. زیتون و انجیر دیگر محصولات مهم روستای سنگان علیا به حساب می‌آیند.

## جمعیت
این روستا در دهستان خندان قرار دارد و براساس سرشماری مرکز آمار ایران در سال ۱۳۸۵، جمعیت آن ۱۷۱ نفر (۴۷خانوار) بوده است. بخش زیادی از مردم این روستا در طی سال‌های گذشته به شهرهای تهران، کرج، قزوین، منجیل، رودبار، اقبالیه، محمودآباد نمونه و نظرآباد مهاجرت کرده‌اند و در حال حاضر جمعیت دائمی روستا بیش از هفتاد خانوار می‌باشد.